# Коротков, Виктор Васильевич
Виктор Васильевич Коротков (13.04.1901 — 30.06.1952) — советский военачальник, участник Гражданской войны, Великой Отечественной войны, Советско-японская война (1945), генерал-майор танковых войск (1944).

## Биография
Родился 13 апреля (по ст. ст. 31 марта) 1901 года в селе Стремилово Стремиловской волости Серпуховского уезда Московской губернии (ныне село в Чеховском районе Московской области) в крестьянской семье. Русский.
Член ВКП(б) с 1928 года.
Окончил церковно-приходскую школу (1913), вечерние курсы общеобразовательной практики (1936). Окончил 1-й курс вечернего ком. ВУЗа при 45-м механизированном корпусе (1935).
Член ВКП(б) с 1932 года.
Образование. Окончил 4-ю Курскую пехотную школу (1924), Ленинградские бронетанковые КУКС (1932), Московские КУКС мотомеханизированных войск (1933), ускоренный курс Высшей военной академии (1945), курсы усовершенствования командиров стрелковых дивизий при Военной академии им. М. В. Фрунзе (1948).

### Служба в армии
В РККА с 18 марта 1920 года.
С марта 1920 года — красноармеец 1-го запасного стрелкового полка (Западный фронт).
С мая 1920 года — красноармеец отряда ВЧК по борьбе с бандитизмом.
С декабря 1920 года — красноармеец 15-го запасного стрелкового полка (Западный фронт).
С января 1921 года — красноармеец 54-го стрелкового полка 18-й стрелковой бригады.
С июня 1921 года по сентябрь 1924 года — курсант 4-й Курской нормальной пехотной школы.
С сентября 1924 года — комвзвода, комроты, командир учебной роты 25-й Чапаевской стрелковой дивизии.
С мая 1929 года — командир полковой школы 25-й Чапаевской стрелковой дивизии.
С апреля 1931 года — командир роты 73-го стрелкового полка 25-й Чапаевской стрелковой дивизии.
С мая 1932 года по сентябрь 1933 года — слушатель Ленинградских БТ КУКС.
С сентября 1933 года — командир учебной роты танкового батальона 25-й Чапаевской стрелковой дивизии.
С января по октябрь 1933 года — слушатель Московских Курсов усовершенствования командного состава мотомехвойск.
С октября 1933 года — командир учебной роты 45-го механизированного корпуса.
С 4 марта 1935 года — помощник начальника штаба учебного батальона 134-й механизированной бригады 45-го механизированного корпуса.
С 17 июня 1935 года — помощник начальника штаба учебного батальона 12-й механизированной бригады.
10.03.1938 года назначен начальником штаба 2-го танкового батальона 12-й механизированной бригады.
В мае 1938 года назначен начальником оперативной части 24-й легкотанковой бригады.
19.07.1940 года назначен начальником штаба 19-го танкового полка 10-й танковой дивизии.
С 14 августа 1940 года — начальник оперативного отдела штаба 8-й танковой дивизии.
С 11 сентября 1940 года — — начальник штаба 20-го танкового полка 10-й танковой дивизии.
С 12 июня 1941 года — начальник оперативного отдела штаба 22-го механизированного корпуса.

### В Великую Отечественную войну
Начало Великой Отечественной войны встретил в занимаемой должности.
С 7 сентября 1941 года — начальник штаба 33-й танковой бригады.
С 28 марта 1942 года — командир 102-й танковой бригады.
2.10.1942 года назначен начальником штаба Управления командующего БТ и МВ Донского фронта.
С февраля 1943 года на излечении по ранению.
С августа 1943 года — заместитель командующего БТ и МВ Центрального с сентября 1943 года — 1-го Белорусского фронтов.
С мая 1944 года по март 1945 года — слушатель Высшей военной академии им. К. Е. Ворошилова.
С 15.03.1945 года — в распоряжении Командующего БТ и МВ КА.
20.04.1945 года — назначен заместителем командующего БТ и МВ Дальневосточного фронта.

### После войны
С декабря 1945 года — в распоряжении Командующего БТ и МВ КА.
С 21 января 1946 года — Командующий БТ и МВ Ставропольского территориального ВО.
24.07.1946 года — командир 1-й гв. механизированной дивизии.
26 июня 1948 года — окончил курсы усовершенствования командиров стрелковых дивизий при Военной академии им. М. В. Фрунзе.
С 19 февраля 1949 года в распоряжении УК СВ. С 18.03.1949 года — командир 26-й механизированной дивизии.
С 21 марта 1949 года — выведен в распоряжение УК СВ.
С 15 февраля 1951 года — в распоряжении 10-го отдела 2-го Главного управления Генштаба СА.
Умер 30 июня 1952 года. Похоронен в Москве на Введенском кладбище.

## Награды
- Орден Ленина(30.04.1945)[5];
- Орден Красного Знамени, трижды: (04.02.1943)[6], (03.11.1944)[6], (15.11.1950)[7];
- Орден Отечественной войны I степени(08.06.1945)[6];
- Орден Александра Невского (СССР)(13.06.1944)[6];
- Орден Красной Звезды(13.06.1944)[6];
- Медаль XX лет РККА, (1938)[6];
- Медаль «За оборону Москвы» (22.12.1942)[6];
- Медаль «За оборону Сталинграда» (22.12.1942)[6];
- Медаль «За победу над Германией в Великой Отечественной войне 1941-1945 гг.», 9 мая

1945 года;
- Медаль «За победу над Японией» (6 апреля 1970);
- Юбилейная медаль «30 лет Советской Армии и Флота»;

## Воинские звания
- капитан (Приказ НКО № 00197 от 1936),
- майор (Приказ НКО № 04281 от 1938),
- подполковник (Приказ НКО № 04471 от 1941),
- полковник (Приказ НКО № 06223 от 12.10.1942),
- генерал-майор танковых войск (Постановление СНК СССР № 976 от 10.09.1943)[6]

## Память
- На могиле установлен надгробный памятник.
- Имя воина увековечено в Главном Храме Вооружённых сил России и на мемориале «Дорога памяти»[9].